# Svarthakad monark
Svarthakad monark (Symposiachrus mundus) är en fågel i familjen monarker inom ordningen tättingar.

## Utseende och läte
Svarthakad monark är en flugsnapparliknande fågel i grått och vitt. Huvudet är skiffergrått med väl avgränsad ansiktsmask och strupe. Undersidan är lysande vit och ovansidan skiffergrå. Den mörka stjärten uppvisar tydliga vita yttre stjärtpennor. Ungfågeln är gråbrun ovan och kanelbrun under, med vitt på ansikte, strupe och hals. Olikt svartmaskad monark saknar den orange på bröstet. Sången består av en ljus och fallande vissling "seeeer". Även ett gnissligt "k’schrrrr", "schrrrr" och ett raspit "weeee".

## Utbredning och systematik
Fågeln förekommer i östra Små Sundaöarna (Babar, Damar, Larat, Yamdena och Selaru). Den behandlas som monotypisk, det vill säga att den inte delas in i några underarter.

## Levnadssätt
Svarthakad monark hittas i skog, skogsbryn och mangroveskogar. Den ses enstaka eller i par, ofta i artblandade kringvandrande flockar som rör sig genom undervegetationen.

## Status
Trots det begränsade utbredningsområdet och att den tros minska i antal anses beståndet vara livskraftigt av internationella naturvårdsunionen IUCN. 